# نيكولاس ورث
نيكولاس ورث (بالإنجليزية: Nicholas Worth )‏ (و. 1937 – 2007 م) هو ممثل تلفزي، وممثل أفلام أمريكي، ولد في كلايتون، ميزوري، بدأ مشواره المهني سنة 1968، توفي في فان نويس، عن عمر يناهز 70 عاماً، بسبب قصور القلب.

## وصلات خارجية
- نيكولاس ورث على موقع IMDb (الإنجليزية)
- نيكولاس ورث على موقع ألو سيني (الفرنسية)
- نيكولاس ورث على موقع أول موفي (الإنجليزية)
- نيكولاس ورث على موقع قاعدة بيانات الأفلام السويدية (السويدية)
- نيكولاس ورث على موقع إن إن دي بي (الإنجليزية)
- نيكولاس ورث على موقع قاعدة بيانات الفيلم (الإنجليزية)
- نيكولاس ورث على موقع كينوبويسك (الروسية)